# Суперфакторіал
У математиці, а точніше в теорії чисел, суперфакторіал додатного цілого числа {\displaystyle n} — це добуток перших {\displaystyle n} факторіалів. Вони є окремим випадком чисел Джордана–Польї, які є добутками довільних наборів факторіалів.

## Означення
{\displaystyle n}-й суперфакторіал {\displaystyle {\mathit {sf}}(n)} можна визначити так:
{\displaystyle {\begin{aligned}{\mathit {sf}}(n)&=1!\cdot 2!\cdot \cdots n!=\prod _{i=1}^{n}i!=n!\cdot {\mathit {sf}}(n-1)\\&=1^{n}\cdot 2^{n-1}\cdot \cdots n=\prod _{i=1}^{n}i^{n+1-i}.\\\end{aligned}}}
Згідно зі звичайною домовленістю для порожнього добутку, суперфакторіал нуля дорівнює 1. Послідовність суперфакторіалів, починаючи з {\displaystyle {\mathit {sf}}(0)=1}, має вигляд:

## Властивості
Так само, як і факторіали можуть бути неперервно інтерпольовані за допомогою гамма-функції, суперфакторіали можна неперервно інтерполювати за допомогою G-функції Барнса.
Згідно з аналогом теореми Вілсона про поведінку факторіалів у арифметиці за модулем простого числа, коли {\displaystyle p} — непарне просте число, {\displaystyle {\mathit {sf}}(p-1)\equiv (p-1)!!{\pmod {p}},}
де {\displaystyle !!} — позначення для подвійного факторіала.
Для кожного цілого {\displaystyle k} число {\displaystyle {\mathit {sf}}(4k)/(2k)!} є квадратом. Це можна подати як твердження, що у формулі для {\displaystyle {\mathit {sf}}(4k)} як добутку факторіалів, виключення одного з них (середнього, тобто {\displaystyle (2k)!}) дає квадрат. Крім того, якщо задано будь-які {\displaystyle n+1} цілих чисел, добуток їх попарних різниць завжди кратний {\displaystyle {\mathit {sf}}(n)} і дорівнює суперфакторіалу, якщо числа є послідовними.